# فيفيان دسينا
فيفيان دسينا (28 يونيو 1989) هو ممثل هندي.

## حياته المهنية

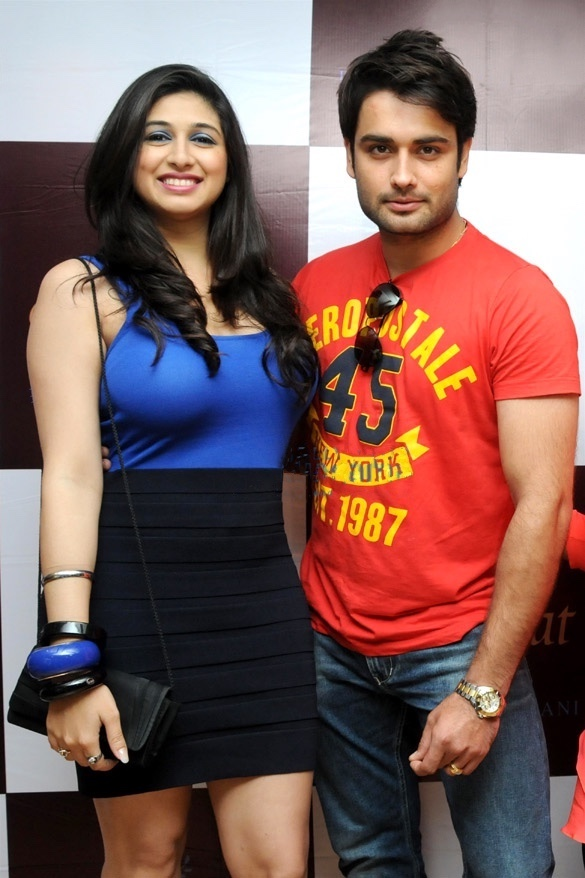
دسينا مع زوجته السابقة

بدأ التمثيل في 2008 بمشاركة في أوبرا الصابونية (Kasamh Se) المعروفة بـ «الوعد» الذي عرض على قناة زي أفلام، وأيضا لعب دور البطولة في مسلسل (Pyaar Kii Ye Ek Kahaani) بجانب الممثلة سوكيرتي كاندبال، وأيضا لعب دور البطولة في مسلسل (Madhubala - Ek Ishq Ek Junoon ) بجانب الممثلة دراشتي دهامي.
وأيضا بدأ مشواره كـ راقص بمشاركة في مسابقة Jhalak Dikhhla Jaa بموسمها الثامن.

## حياته الأسرية
ولدت دسينا في 28 يونيو 1988  في أوجاين، ماديا براديش، والدته هندوسية بينما والده مسيحي من أصل برتغالي، ذكر في مقابلة أن والدته كانت رياضية وأن والده لاعب كرة قدم، مما أدى إلى شغفه بكرة القدم منذ أن كان في العاشرة من عمره.
في عام 2013 تزوج دسينا من فاهبيز دورابجي التي مثلت معه في مسلسل قصة حبنا ‏، لكن الزوجين تقدموا بطلب للطلاق في عام 2016، تم الانتهاء من الطلاق في عام 2021، وفي عام 2022 تزوج دسينا من نوران علي صحفية مصرية لديهم ابنة معا، اعتنق دسينا الإسلام في عام 2019 وهو مسلم ممارس، كان قبل إسلامه مسيحيًا.

## فيلموغرافيا
- 2008–09 الوعد—فيكي جاي والي.
- 2010 غانغا– شيفام
- 2010–11 قصة حبنا—أبهاي أبهايندرا / رايتشاند سينغ.
- 2012–14 منتهى العشق—أركان/راج/راجو.
- 2015 جالاك ديكلاجا الموسم 8—متسابق
- 2016 تحدى الخوف: أرض الخوف—متسابق.
- 2016–19 شاكتي-قوة الحب—هارمان سينغ.
- 2021–22 فقط أنتي–رانفير أوبروي
- 2023–حتى الآن ديون الحب–الدكتور سارتاج سينغ رانداوا.

## الجوائز والترشيحات
| لسنة | الجائزة                               | الفئة                                         | المسلسل           | النتيجة |
| ---- | ------------------------------------- | --------------------------------------------- | ----------------- | ------- |
| 2012 | Indian Television Academy Awards      | أفضل! أداء لهذا العام- ذكر                    | حياة (مسلسل هندي) | فوز     |
| 2013 | Indian Telly Awards                   | ممثل في دور البطولة                           | حياة (مسلسل هندي) | رُشِّح     |
| 2013 | Indian Telly Awards                   | أفضل زوجين (بالتقاسم مع دراشتي دهامي)         | حياة (مسلسل هندي) | فوز     |
| 2013 | Zee Gold Awards                       | أفضل ممثل في دور البطولة (ذكر) (لجنة التحكيم) | حياة (مسلسل هندي) | فوز     |
| 2014 | Asian Viewers Television Awards       | شخصية المسلسل السنة (ذكر)                     | حياة (مسلسل هندي) | فوز     |
| 2016 | Asian Viewers Television Awards       | ممثل السنة (ذكر)                              | قوة الحب          | رُشِّح     |
| 2017 | Golden Petal Awards                   | أفضل ممثل                                     | قوة الحب          | فوز     |
| 2017 | 17th Indian Television Academy Awards | أفضل ممثل شعبوي                               | قوة الحب          | فوز     |

## روابط خارجية
- فيفيان دسينا على موقع IMDb (الإنجليزية)
- فيفيان دسينا على موقع قاعدة بيانات الفيلم (الإنجليزية)